# برایان نوویر
برایان نوویر (انگلیسی: Bryan Nouvier؛ زادهٔ ۲۱ ژوئن ۱۹۹۵) بازیکن فوتبال اهل فرانسه است.
از باشگاه‌هایی که در آن بازی کرده‌است می‌توان به باشگاه فوتبال متس، باشگاه فوتبال سی‌اف‌آر کلوژ، و باشگاه فوتبال راکو چنتستوخووا اشاره کرد.